# HD 147365
HD 147365，又名BD+40 3005，SAO 65233、HR 6091，是一颗恒星，视星等为5.46，位于銀經63.12，銀緯45.37，其B1900.0坐标为赤經16h 16m 29.5s，赤緯+39° 45.37′ 52″。